# Tambur
Tambur (starogrško θολοβάτης, latinizirano: tholobates, dob. 'podstavek kupole') ali boben je ime za cilindrični arhitekturni element krožnega ali poligonalnega tlorisa, ki nosi kupolo. Na splošno je v obliki valja ali poligonalne prizme.
Izvirno se pojavlja v vzhodni cerkveni arhitekturi. Razen kot konstruktiven element, tambur služi kot dodaten vtis višine notranjega prostora in omogoča osvetlitev notranjosti skozi okna v njegovem zidu.
V zgodnejših bizantinskih cerkvah je kupola počivala neposredno na pendantivu, okna pa so bila v sami kupoli; v poznejših primerih je bila med pendantiv in kupolo vgrajena okrogla stena, v kateri so bila okna in to je tip, ki so ga na splošno uporabljali arhitekti renesanse, katerih dela so najbolj znana (primer Bazilika sv. Petra, Vatikan v Rimu.
Drugi primeri tovrstnih cerkva so stolnica sv. Pavla v Londonu ter cerkve Les Invalides, Val-de-Grâce in Sorbonne v Parizu. Tudi posvetne stavbe imajo lahko tambur; kupola ameriškega Kapitola v Washington, D.C., je postavljena na tambur, prav tako številni drugi ameriški državni kapitoli. Panthéon v Parizu je še ena posvetna stavba s kupolo na tamburju.
Tambur reprezentativnih dimenzij in plastične dekoracije (stebri, kolonade) včasih imenujejo rotonda.
Tambur je tudi ime za posamezen del telesa stebra, če ta ni monoliten.